# توبياس فورسبرغ
توبياس فورسبرغ (بالسويدية: Tobias Forsberg)‏ هو لاعب هوكي الجليد سويدي، ولد في 5 أبريل 1988 في بيتيو في السويد.

## وصلات خارجية
- توبياس فورسبرغ على موقع EliteProspects.com (الإنجليزية)
- توبياس فورسبرغ على موقع Eurohockey.com (الإنجليزية)
- توبياس فورسبرغ على موقع HockeyDB.com (الإنجليزية)